# Coccus viridis
Coccus viridis is een zachte schildluis in de familie Coccidae met een breed scala aan waardplanten. Het is over de hele wereld een belangrijk plaaginsect van koffie.

## Beschrijving
Het volwassen insect heeft een glanzende lichtgroene kleur met zwarte interne markeringen die zichtbaar zijn door de uit chitine bestaande buitenwand. Het heeft een platte langwerpige ovale koepelvorm en is ongeveer drie millimeter breed. De voorkant is afgerond terwijl de achterkant een opvallende groef heeft. Volwassenen behouden hun poten en antennes maar blijven meestal op dezelfde plaats (sedentair). De nimfen hebben een platachtige ovale vorm, zijn geelachtig groen en hebben zes korte poten. De nimfen vervellen drie keer en elke instar is groter en boller dan de vorige.
Er zijn geen mannetjes van deze soort bekend, dus de populaties zijn volledig samengesteld uit vrouwtjes. Een volwassen vrouwtje legt witachtig ovale eieren en houdt ze onder haar lichaam om ze te beschermen. Ze kiest meestal de onderkant van een blad en volwassen vrouwtjes zijn vaak in een lijn te zien aan beide zijden van de hoofdnerf en naast de zijnerven van het blad. De eieren komen binnen een paar minuten tot een paar uur uit. De pas uitgekomen larven verspreiden zich om een geschikte plek te vinden om zich op een blad of in de buurt van het topje van een groene scheut te nestelen. Zowel nimfen als adulten zuigen sap uit het floeem van de waardplant. Wanneer er een groot aantal schildluizen aanwezig is, veroorzaakt hun voeding een vergeling van de bladeren die later kunnen vallen, een verlies aan groeikracht en een vermindering van de gewasopbrengst. De schildluizen scheiden honingdauw af, waarop bijen, wespen, mieren en andere insecten zich voeden. De roetdauwschimmel groeit vaak op de honingdauw en dit verkleint het bladoppervlak dat beschikbaar is voor fotosynthese, schaad het uiterlijk van de plant en vermindert de verhandelbaarheid van fruit. Het is vooral schadelijk voor jonge bomen na het verplanten.

## Parasitering
Coccus viridis wordt geparasiteerd door Lecanicillium lecanii

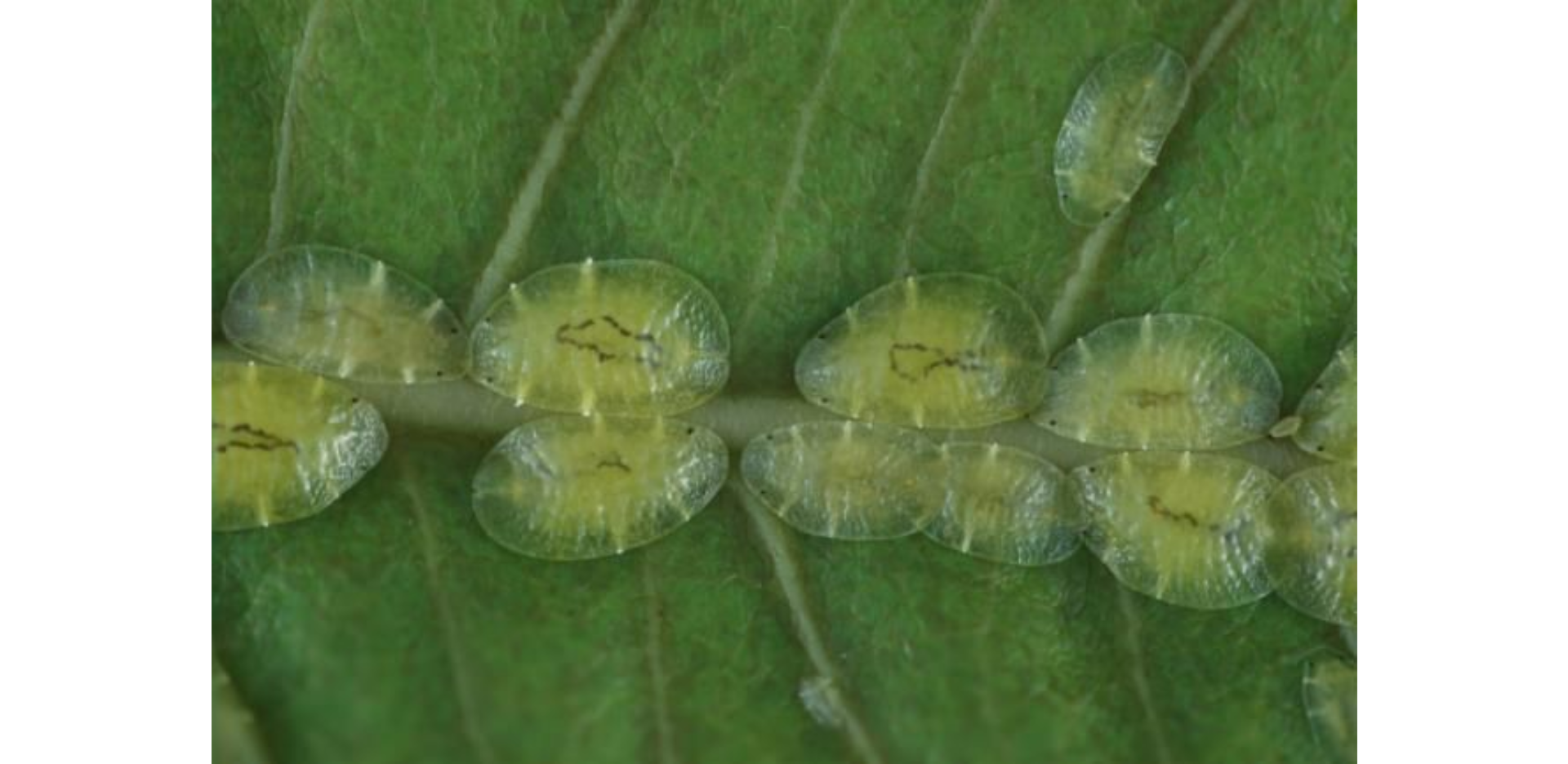
Coccus viridis op Atractocarpus
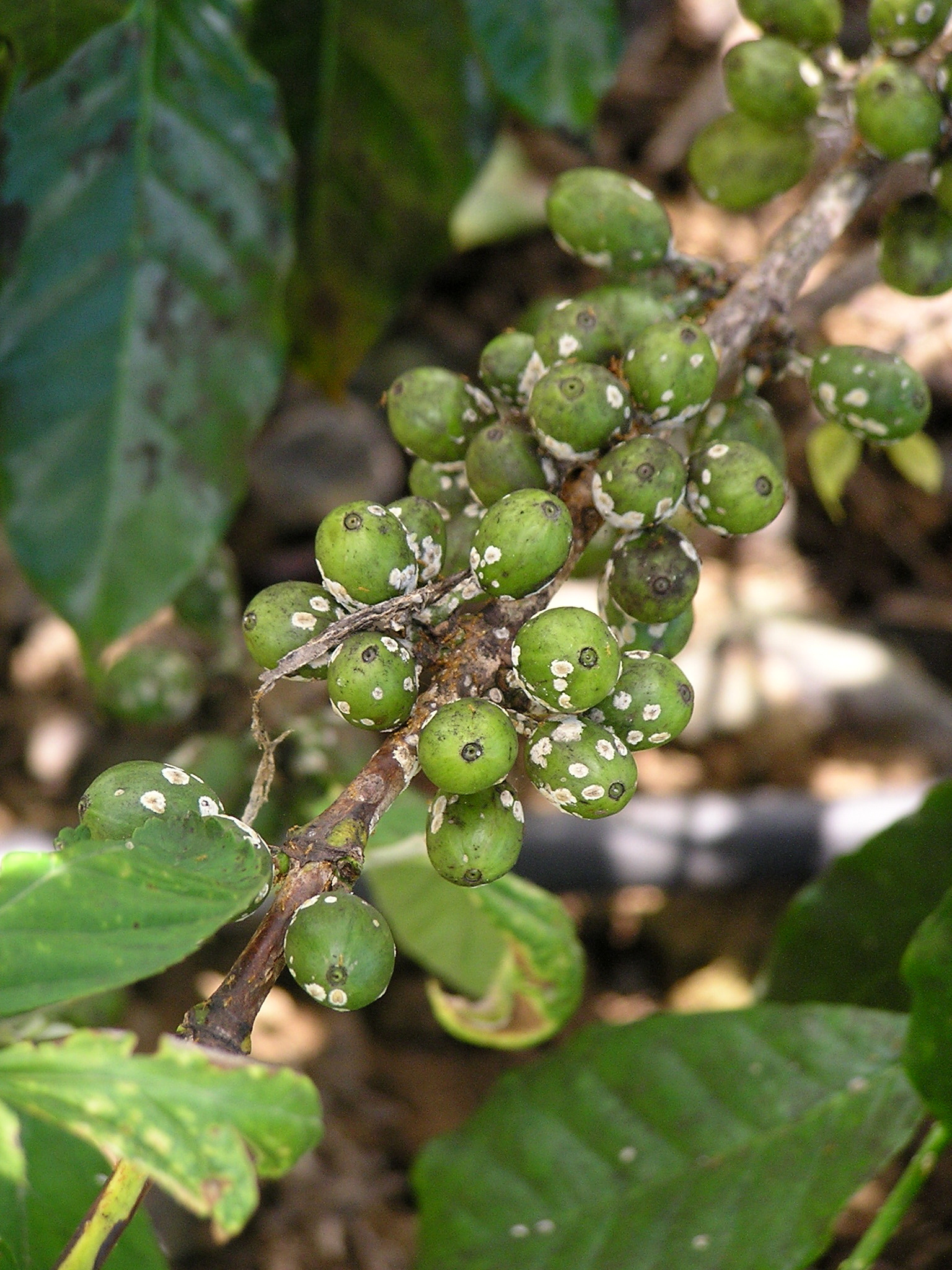
Lecanicillium lecanii op Coccus viridis op Coffea arabica
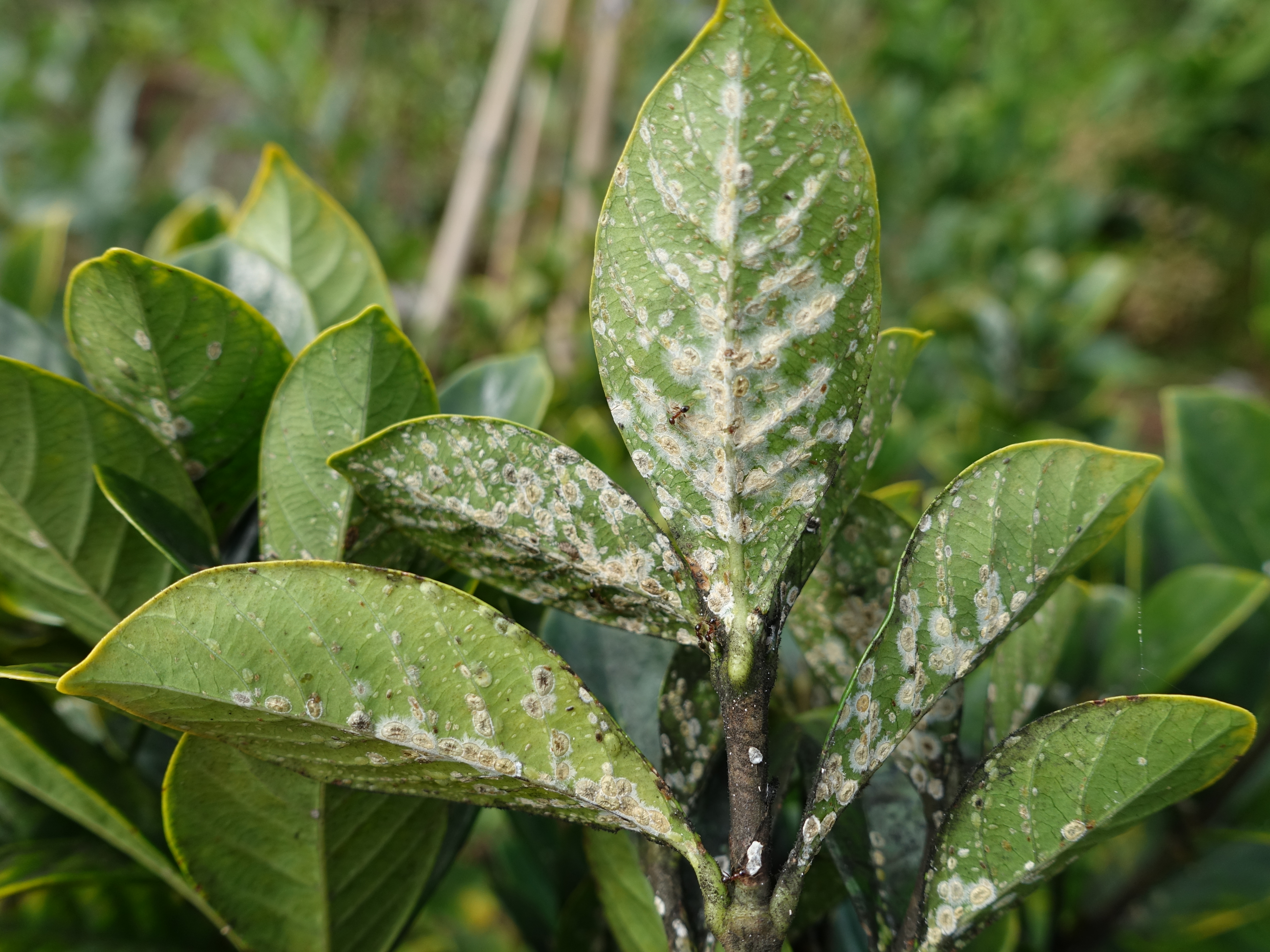
Lecanicillium lecanii op Coccus viridis op Morinda citrifolia